# Melaniparus
A Melaniparus  a madarak osztályának verébalakúak (Passeriformes) rendjébe és a cinegefélék (Paridae) családjába tartozó nem. Egyes szervezetek a Parus nembe sorolják ezeket a fajokat is.
Korábban ezeket a fajokat a Parus nembe sorolták, de a nem 2013-ban történt szétválasztása után létrehozták a Melaniparus  nemet.

## Rendszerezésük
A nemet Charles Lucien Jules Laurent Bonaparte hozta létre, 1850-ban, az alábbi 16 faj tartozik ide:
- fehérvállú cinege (Melaniparus guineensis vagy Parus guineensis)
- fehérszárnyú cinege (Melaniparus leucomelas vagy Parus leucomelas)
- rozsdáshasú cinege (Melaniparus rufiventris vagy Parus rufiventris)
- fahéjszín-hasú cinege (Melaniparus pallidiventris vagy Parus pallidiventris)
- fehérhasú cinege (Melaniparus albiventris vagy Parus albiventris)
- Carp-cinege (Melaniparus carpi vagy Parus carpi)
- szerecsencinege (Melaniparus niger vagy Parus niger)
- egyszínű cinege (Melaniparus funereus vagy Parus funereus)
- egyszínű cinege (Melaniparus funereus vagy Parus funereus)
- szürkehasú cinege (Melaniparus griseiventris vagy Parus griseiventris)
- feketemellű cinege (Melaniparus fasciiventer vagy Parus fasciiventer)
- szomáliai cinege (Melaniparus thruppi vagy Parus thruppi)
- rozsdástorkú cinege (Melaniparus fringillinus vagy Parus fringillinus)
- fehérhátú cinege (Melaniparus leuconotus vagy Parus leuconotus)
- akáciacinege (Melaniparus cinerascens vagy Parus cinerascens)
- fokföldi cinege (Melaniparus afer vagy Parus afer)